# ایده‌آل زیبایی زنانه

هلنِ اسپارت، که در اسطوره‌شناسی یونانی به عنوان زیباترین زن فانی دنیا شناخته می‌شد (هلنِ تروآ، نقاشی اثر اوولین دی مورگان، ۱۸۹۸).

ایده‌آل زیبایی زنانه مجموعه‌ای مشخص از استانداردهای زیبایی است که شامل ویژگی‌هایی می‌شود که از سنین پایین در زن‌ها نهادینه شده و در طول زندگی آن‌ها به‌منظور افزایش درک‌شده جذابیت جسمانی تقویت می‌شود. بسیاری از زنان در سراسر جهان این ایده‌آل را تجربه می‌کنند، هرچند ویژگی‌های آن در طول زمان تغییر کرده و در کشورها و فرهنگ‌های مختلف متفاوت است.
استاندارد غالب زیبایی برای زنان، بر اساس معیارهای دگرجنس‌گرایانه است، اما میزان تأثیر این معیارها بر زنان همجنس‌گرا و دوجنس‌گرا مورد بحث است. ویژگی‌های ایده‌آل زیبایی زنانه شامل مواردی همچون قالب بدنی زن، ویژگی‌های صورت، رنگ پوست انسان، قد انسان، سبک لباس، مدل مو و وزن بدن انسان است.

## ایده‌آل‌های فرهنگی

### تغییر شکل بدن
ایده‌آل زیبایی برای زنان در فرهنگ‌های مختلف و بر اساس سنت‌ها و شیوه‌های متفاوت تغییر می‌کند. در میانمار، دختران کایان لاوی از حدود پنج سالگی حلقه‌های فلزی به دور گردن خود می‌بندند. هر دو سال یکبار حلقه‌های اضافی به گردن دختر اضافه می‌شود. این عمل به تدریج باعث تغییر شکل ترقوه و جایگاه دنده‌ها از طریق وزن حلقه‌ها می‌شود تا توهم داشتن گردنی بلندتر ایجاد کند. این زنان در نهایت تا ۲۴ حلقه در گردن خود می‌پوشند. نسل‌های قدیمی‌تر به نظر می‌رسد که از زیبایی خود با پوشیدن حلقه‌ها احساس راحتی و افتخار می‌کنند، در حالی که گردشگری در شرق میانمار رونق گرفته است، اما زنان جوان‌تر و والدین دختران کوچک‌تر با این انتخاب روبه‌رو هستند که بین حفظ یک سنت فرهنگی قدیمی یا توانایی بهتر در تناسب با جامعه بیرون از منطقه خود، اگر به تحصیل یا کار خارج از جامعه خود بپردازند، انتخاب کنند.
در چین، سنت بستن پا شامل این بود که پاهای دختران از سن شش سالگی بسته می‌شد تا تصویر «ایده‌آل» پاها ایجاد شود. پاهای دختران به‌گونه‌ای بسته می‌شد که به ۱/۳ اندازه اصلی خود برسد، که این امر باعث آسیب به پاها و ناتوانی زنان می‌شد، اما در عین حال موقعیت اجتماعی بسیار بالایی به آن‌ها می‌بخشید و مورد تحسین قرار می‌گرفت. پس از انقلاب شین‌های، سنت بستن پا پایان یافت.

## رنگ پوست و مو

### کنتراست رنگ پوست و لوازم آرایشی
کنتراست رنگ پوست به‌عنوان یک استاندارد زیبایی زنانه در چندین فرهنگ مختلف شناخته شده است. زنان معمولاً نسبت به مردان چشم‌ها و لب‌های تیره‌تری دارند، به‌ویژه در مقایسه با سایر ویژگی‌های صورتشان، و این ویژگی با جذابیت و زنانگی مرتبط بوده است. با این حال، طبق یک مطالعه، این ویژگی جذابیت مردانه را کاهش می‌دهد. زنان ممکن است از لوازم آرایشی مانند رژلب و سایه چشم برای افزایش کنتراست رنگ صورت خود یا افزایش فاصله ظاهری بین چشم‌ها و ابروهایشان استفاده کنند. یک مطالعه در سال ۲۰۰۹ نشان داد که مردم شرق آسیایی نسبت به مردم سفیدپوست کنتراست بیشتری در پوست صورت دارند، زیرا چشم‌هایشان معمولاً تیره‌تر است.

### رنگ مو
یک مطالعه در سال ۲۰۰۸ به بررسی این موضوع پرداخت که آیا موهای بلوند یا موهای تیره، ایده‌آل زیبایی زنانه در دنیای غرب هستند. نتایج نشان داد که موهای تیره، نه موهای بلوند، ایده‌آل زنانه محسوب می‌شوند. زنان با موهای تیره در مد و فرهنگ عامه غربی بیشتر از زنان با موهای بلوند نمایان بودند، که می‌تواند توضیح دهد که چرا مردان در انگلستان به‌طور کلی زنان با موهای تیره را جذاب‌تر از زنان با موهای بلوند می‌دانستند. یک مطالعه مشابه در سال ۲۰۱۸ در فلوریدا نتایج مشابهی به دست آورد. در شرق آسیا، زنان با موهای سیاه به‌عنوان ایده‌آل زیبایی شناخته می‌شوند، در حالی که زنان بلوند از این جایگاه ایده‌آل محروم هستند. زنان سوئدی‌ها در سنگاپور گزارش داده‌اند که در اینجا اعتماد به نفس کمتری داشته‌اند، زیرا استانداردهای زیبایی محلی حس زنانگی آن‌ها را کاهش داده است. در تبلیغات ژاپنی، گاهی زنان بلوند به‌عنوان افرادی که از زنان با موهای سیاه حسادت می‌کنند، به تصویر کشیده شده‌اند.

### استانداردهای رنگ پوست
عملکرد سفید کردن پوست در میان زنان در خاورمیانه رایج است. این روند در جنوب آسیا و آفریقا نیز مشاهده می‌شود. در حالی که حمام آفتاب، برنزه شدن در فضای بسته و برنزه شدن خودکار در میان زنان سفیدپوست در جهان غرب رایج است.

### استعمار و استانداردهای زیبایی بین نژادی
استعمار کشورهای غیرسفیدپوست توسط مهاجران اروپایی گاهی منجر به ایجاد استانداردهای زیبایی بین نژادی شد، مانند آنچه در هند شرقی هلند اتفاق افتاد، جایی که مهاجران سفیدپوست هلندی استانداردهای زیبایی را تعیین کردند که در آن زنان آسیایی جنوب‌شرقی به دلیل پوست تیره‌تر و موهای سیاه خود جذاب‌تر از زنان سفیدپوست تلقی می‌شدند. برخی مطالعات که بر روی مردان قفقازی از کشورهای غربی انجام شد، تمایل به زنان با پوست تیره‌تر را شناسایی کرده‌اند، که نشان می‌دهد در جهان غرب تمایل ذاتی به پوست روشن‌تر وجود ندارد. بنابراین، تمایل به زنان با پوست برنزه عمدتاً مختص فرهنگ غربی است. برخی مطالعات از کشورهای غربی نشان داده‌اند که در میان زنان جوان، آنهایی که پوست برنزه‌تری دارند، جذابیت خود را بالاتر ارزیابی می‌کنند.

## استانداردهای منطقه‌ای

### زنان آسیای جنوب‌شرقی

#### اندونزی هلندی
در هند شرقی هلند (که اکنون اندونزی است)، ایده‌آل زیبایی زنانه‌ای که توسط استعمارگران سفیدپوست مرد ایجاد شده بود، این بود که زنان باید رنگ پوست قهوه‌ای و موهای سیاه داشته باشند. در دهه ۱۹۲۰، یک کنسول آمریکایی نامه‌ای به وزیر امور خارجه ایالات متحده آمریکا نوشت و در آن اشاره کرد که مردان سفیدپوست مردم هلندی در اندونزی استعماری ترجیح می‌دهند با زنان محلی رنگین‌پوست ازدواج کنند، چرا که پوست قهوه‌ای و موهای سیاه زنان اندونزیایی از نظر آنها زیباتر از پوست سفید و موهای روشن زنان هلندی بود. ازدواج‌های زیاد مردان جوان هلندی با زنان «ایندو» باعث شرمندگی بخش محافظه‌کار جامعه هلندی شده بود. این ایده‌آل زیبایی بین‌نژادی هنوز هم در ادبیات محلی تأثیر خود را گذاشته است، به‌طوری‌که در یک رمان محبوب نوشته شده است که «رنگ پوست طلایی بزرگ‌ترین هدیه‌ای است که خداوند می‌تواند به یک زن عطا کند»، اشاره به دختری با موهای بلوند که رنگ پوست مادربزرگش را به ارث نبرده است.

### زنان شرق آسیایی

#### چین

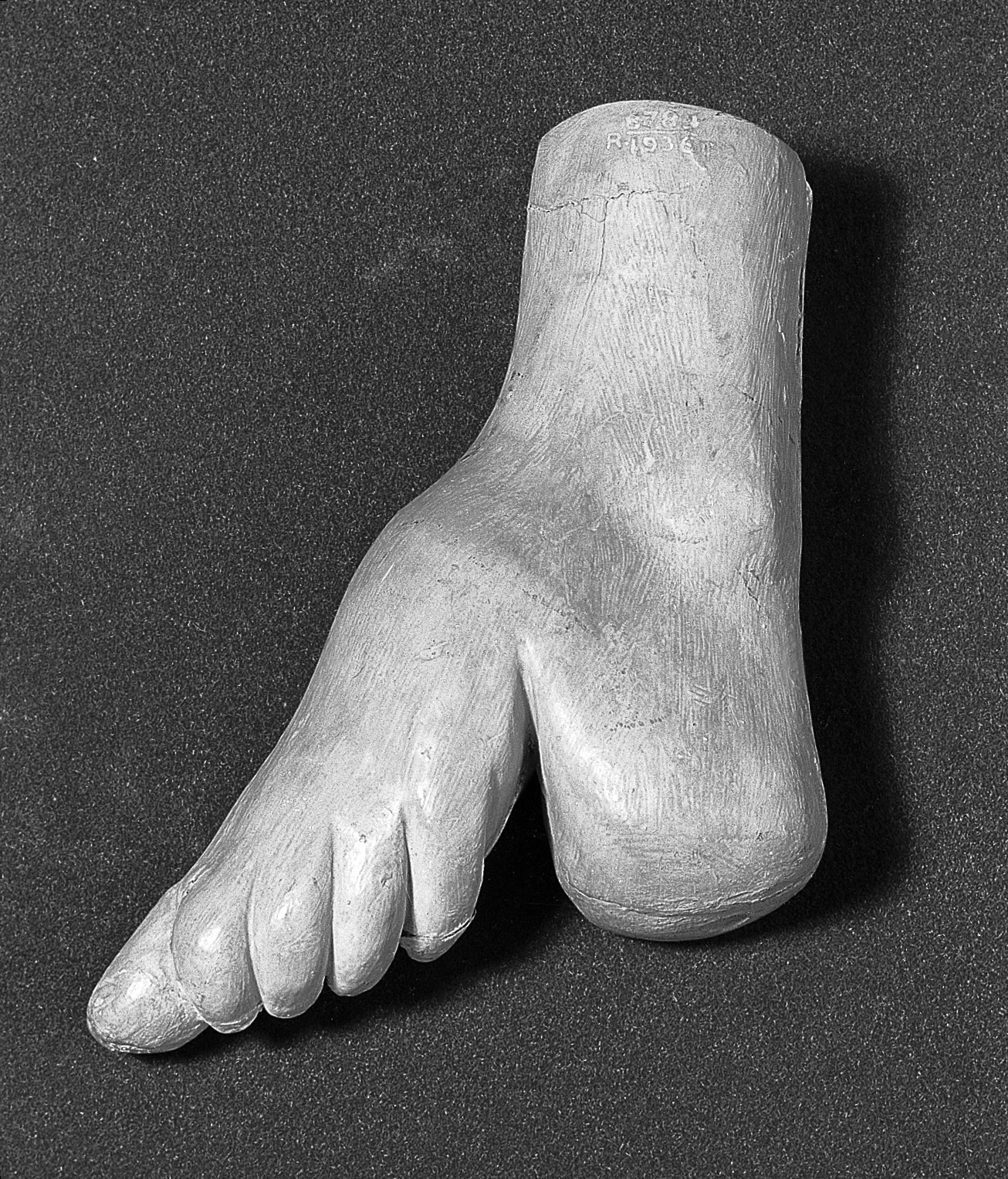
مجسمه‌ای از پای زنان که به دلیل بستن پا دچار تغییر شکل شده است

در تاریخ چین، پوست روشن به‌عنوان یکی از پیش‌نیازهای زیبایی برای مردان و زنان محسوب می‌شد و همچنین نشان‌دهنده جایگاه اجتماعی فرد در سیستم طبقاتی بود. با این حال، طبق تحقیقات اخیر، پوست زیتونی به‌عنوان ایده‌آل جدید زیبایی زنانه در چین ظهور کرده است و بسیاری از زنان چینی اکنون پوست برنزه خود را سالم‌تر و جذاب‌تر می‌دانند. به گفتهٔ تای وی لیم، زنان چینی در رسانه‌ها اکنون دارای رنگ پوست برنزه هستند و این به‌عنوان بازپس‌گیری خودمختاری زنان از پدرسالاری رو به افول چین تلقی می‌شود.
از نظر تاریخی، زنان دودمان تانگ با اندامی پر و چاق به‌عنوان ایده‌آل زیبایی در نظر گرفته می‌شدند، که با انتظارات امروزی از اندام‌های بلند و لاغر متفاوت بود.
از دوران دودمان سونگ و در نهایت تا دودمان چینگ، بستن پا به عنوان نماد زیبایی ظریف زنان شناخته می‌شد و این عمل به «سه اینچ لوتوس طلایی» (三寸金莲) معروف بود.
در ادبیات و شعر چین، زیبایی‌های چینی اغلب از طبقه‌های اشرافی یا طبقه متوسط بودند و تصاویر آن‌ها معمولاً به عنوان ندیمه یا خدمتکاران دربار زنان نشان داده می‌شد که لباس‌های بی‌عیب و نقص به تن داشتند. این امر نشان می‌دهد که در چین باستان، زیبایی نه تنها به ظاهر فیزیکی بلکه به جایگاه اجتماعی و ثروت نیز بستگی داشت.

#### ژاپن
با وجود اشتراکاتی در برخی جنبه‌های کنفسیوس‌گرایی با چین، استانداردهای زیبایی در چین و ژاپن از نظر تاریخی تفاوت‌هایی داشته‌اند. این تفاوت‌ها به دوران دوره هی‌آن (۷۹۴–۱۱۸۵) بازمی‌گردد، زمانی که زنان دربار ژاپن هنگام رسیدن به سن بلوغ، دندان‌های خود را سیاه می‌کردند (این عمل به ohaguro معروف بود). این سنت مختص اشراف بود؛ خانواده‌های سامورایی در بسیاری از معابد مشاهده می‌شدند، اما در میان مردم عادی رواج نداشت. این رسم سیاه کردن دندان‌ها تا بازسازی می‌جی در سال ۱۸۶۸ ادامه داشت.
آراستن مو و پوشاک در دوره هی‌آن اهمیت فوق‌العاده‌ای داشت؛ ابروها تراشیده می‌شدند و با ابروهای تیره‌تر و وسیع‌تری که بالاتر از پیشانی نقاشی می‌شدند، جایگزین می‌شدند، عملی که به hikimayu معروف بود. مو باید حداقل به اندازه‌ای بلند می‌بود که هنگام نشستن به زمین برسد. استفاده از آرایش سفیدرنگ به نام oshiroi رایج بود که ترکیب رنگ‌های لباس‌های دوره هی‌آن را برجسته می‌کرد - جیهونی‌تو برای زنان و suikan برای مردان - که برای فصلیت و نمادگرایی آن‌ها انتخاب می‌شدند.

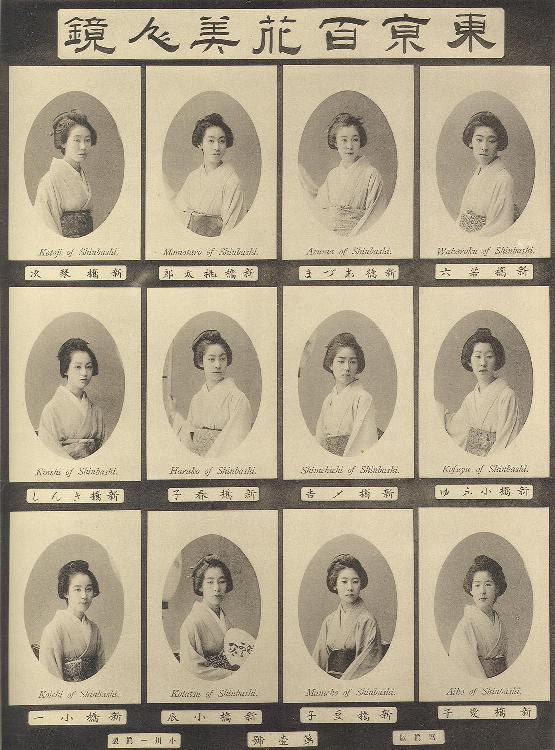
Celebrated Geysha of Tokyo (منتشر شده توسط Ogawa Kazumasa در منطقه کندا، توکیو، ژاپن، ۲۵ ژوئن ۱۸۹۵)

استاد و منتقد هنری ژاپنی کاکوزو اوکاکورا در مجموعه سخنرانی‌های خود در سال ۱۹۰۵ بیان کرد که اساس‌های قابل توجه زیبایی در ژاپن مدرن عبارتند از:
... برای ساختن یک زن زیبا، او باید بدنی داشته باشد که ارتفاع آن بیشتر از پنج فوت نباشد، با پوستی نسبتاً روشن و اندام‌هایی به‌طور متناسب توسعه‌یافته؛ سر پوشیده از موهای بلند، ضخیم و سیاه‌رنگ؛ صورتی بیضی‌شکل با بینی صاف، بلند و باریک؛ چشمانی نسبتاً بزرگ، با مردمک‌های قهوه‌ای تیره و مژه‌های ضخیم، دهانی کوچک که پشت لب‌های قرمز و نه نازک آن، ردیف‌های منظم و دندان‌های سفید کوچک مخفی شده باشد؛ گوش‌هایی که کاملاً کوچک نباشند؛ و ابروهایی بلند و ضخیم که دو خط افقی اما کمی منحنی را تشکیل دهند، با فاصله‌ای که بین آن‌ها و چشم‌ها باقی بماند… پیشانی خیلی بلند یا خیلی کوتاه به عنوان جذاب در نظر گرفته نمی‌شود.
تحقیقات نشان می‌دهد که ایده‌آل‌های زیبایی در ژاپن ممکن است بیشتر تحت تأثیر فردگرایی قرار داشته باشند تا فرهنگ‌های کره‌ای یا چینی. مردم ژاپن بیشتر تمایل دارند تا ضد زیبایی، ناتمامی، عدم قطعیت، پلورالیسم و دیکانستراکشن آنچه را که «زیبا» به‌شمار می‌آید، در آغوش بگیرند که برخلاف استاندارد زیبایی معمول ژاپنی است که بر اساس زیبایی‌شناسی شکل گرفته بود. این امر به زنان ژاپنی این امکان را داده است که «عیوب» خود را که قبلاً جامعه علیه آن‌ها استفاده می‌کرد، بپذیرند و ویژگی‌های خود مانند خال‌های مادرزادی، شکل چشم‌ها، شکل دندان‌ها و اجزای مختلف صورت خود را در آغوش بگیرند. در اواخر قرن بیستم، ظهور زیر فرهنگ‌های گانگورو و گیارو به عنوان یک عمل شورشی و مخالفت با ایده‌آل زیبایی زنانه ژاپنی در نظر گرفته شد. این روندها با رنگ کردن مو به رنگ بلوند یا نارنجی، استفاده از برنزه کردن پوست و لنزهای تماسی رنگی شناخته می‌شدند. زنانی که این روندهای مد را پذیرفته بودند با فشارهای اجتماعی شدید از طرف اعضای خانواده و مجازات‌های مدرسه روبرو شدند که باعث شد برخی از آن‌ها از مدرسه اخراج شده و در سنین پایین وارد بازار کار شوند.

#### کره جنوبی
ایده‌آل زیبایی زنانه سنتی در کره برای زنان این است که صورت بزرگی با شکل ماه داشته باشند، با چشمانی تنگ و لب‌هایی پر و قرمز. این ویژگی‌ها به عنوان نمادهایی از بارآوری و مادری در کره شناخته می‌شوند. اخیراً و با بهبود وضعیت اقتصادی و اجتماعی زنان کره‌ای، آن‌ها به‌طور فزاینده‌ای جراحی‌های زیبایی را برای ایجاد ظاهر متضاد با این ایده‌آل سنتی انجام می‌دهند: صورت باریک‌تر و چشمان بزرگ‌تر. به گفته دبرا گیم لین، این روند نشان می‌دهد که زنان کره‌ای در حال مقاومت در برابر ایده‌آل زیبایی سنتی هستند و از «بدن مادرانه» فاصله می‌گیرند.

### اروپا

#### زنان فرانسوی
در فرانسه ایده‌آل‌های زیبایی متعددی برای زنان وجود داشته است. در قرن شانزدهم، خاطره‌نویس پیر دو بوردی تا سی ویژگی را برای زیبایی زنان برشمرده است. یکی از ایده‌آل‌های رایج اما سختگیرانه، «سه چیز سفید» برانتوم است. این «چیزها» یا ویژگی‌ها شامل پوست، دندان‌ها و دست‌ها هستند. همچنین «سه چیز سیاه» نیز وجود دارد که شامل رنگ چشم‌ها، ابروها و مژه‌ها می‌شود. این معیار زیبایی همچنین به «بخش‌هایی از کیمیاگری، پزشکی، ستاره‌شناسی، آشپزی و هنر زیبا به نظر رسیدن» نیز اشاره دارد.
طبق گفتهٔ واندِرینگ پایونییر (Wandering Pioneer)، استانداردهای زیبایی در فرانسه بیشتر به سبک شخصی افراد مربوط می‌شود تا شکل بدن. علاوه بر این، رویکرد فرانسوی‌ها به زیبایی بیشتر بر تقویت ویژگی‌های طبیعی افراد تمرکز دارد تا رسیدن به ظاهری خاص.
بر اساس گفته برخی از متخصصان پوست، جوان به نظر رسیدن یک معیار زیبایی نیست. در عوض، زنان می‌خواهند بدنشان فرم دار به نظر برسد و پوستشان سفت و محکم باشد.

### زنان سیاه‌پوست

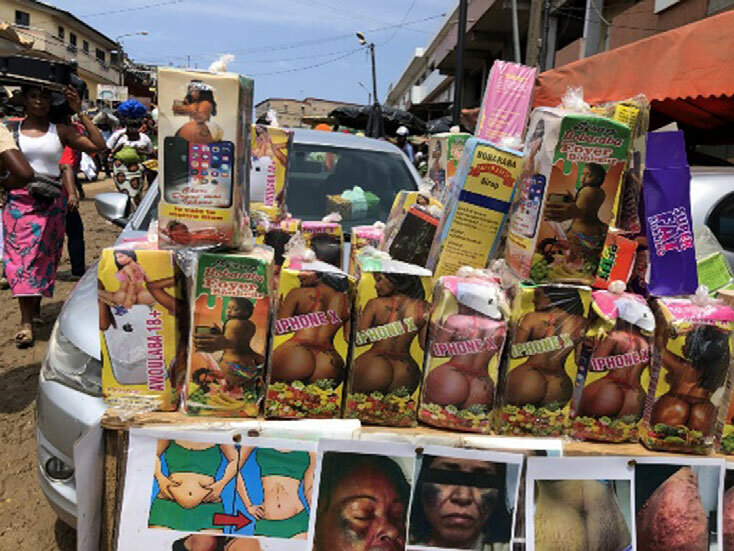
بازاری در آبیجان، ساحل عاج که شربت‌های بزرگ‌کننده باسن برای زنان می‌فروشد

در حالی که بیشتر مطالعات در مورد استانداردهای ظاهری به اهمیت بدنی لاغر و باریک تأکید دارند، مطالعاتی که بر روی زنان سیاه‌پوست انجام شده نشان می‌دهند که ایده‌آل بدنی با شکل پیکر ساعت‌شنی یا بدنی منحنی ممکن است برای زنان سیاه‌پوست برجسته‌تر از ایده‌آل لاغر غالب باشد. مطالعاتی که در ایالات متحده آمریکا انجام شده، نشان می‌دهند که زنان سیاه‌پوست به‌طور کلی نسبت به زنان سفیدپوست و آسیایی، تحمل بیشتری برای اندازه‌های بدنی بزرگتر دارند و مطالعات اضافی نشان می‌دهند که زنان سیاه‌پوست به‌طور کلی ایده‌آل‌های بدنی بزرگتر و منحنی‌تر، همچنین باسن بزرگ‌تر و ران‌های ضخیم‌تر را به عنوان جذاب‌تر از زنان سفیدپوست می‌بینند.
ایده‌آل بدن منحنی در میان زنان آفریقایی-کارائیب نیز وجود دارد. زنان سیاه‌پوستی که تحت جراحی زیبایی قرار می‌گیرند معمولاً درخواست باسن و ران‌های بزرگتر و پرتر دارند نسبت به سایر زنانی که به دنبال بزرگ کردن باسن هستند و اغلب خواهان پر بودن حداکثری باسن و برجستگی شدید قسمت بالای باسن هستند. درونی‌سازی این ایده‌آل بدنی منحنی به عنوان یک عامل ممکن در اپیدمی اضافه وزن و چاقی میان زنان آفریقایی-آمریکایی مطرح شده است، زیرا آنها جمعیت در ایالات متحده آمریکا هستند که بیشترین نرخ‌های اضافه وزن یا چاقی را دارند و علاوه بر این معمولاً وزن و اندازه بدن خود را دست‌کم می‌گیرند.
اضافه وزن و چاقی در میان زنان سیاه‌پوست در اروپا نیز به شدت رایج است، از جمله در بریتانیا، جایی که زنان آفریقایی-کارائیب و زنان آفریقایی سیاه‌پوست نرخ‌های چاقی بالاتری نسبت به جمعیت عمومی بریتانیا دارند و این به دلیل تحمل فرهنگی بیشتر برای بدن‌های سنگین‌تر نسبت داده شده است. زنان آفریقای جنوبی نیز نرخ‌های چاقی بالاتری نسبت به سایر جمعیت‌ها در آفریقای جنوبی دارند، که این نیز به دلیل ایده‌آل‌سازی سایز بدن بزرگ‌تر، شامل باسن و باسن‌های بزرگتر و هیپ‌های وسیع‌تر در میان زنان سیاه‌پوست آفریقای جنوبی نسبت داده شده است. علاوه بر اضافه وزن و چاقی، نگرانی‌های بهداشتی دیگر از این تصویر بدنی ایده‌آل شامل استفاده از محصولاتی مانند Apetamin است، که یک محرک اشتهای غیرمجاز با خطرات بهداشتی خطرناک است و در میان زنان سیاه‌پوست در بریتانیا و ایالات متحده که به دنبال رسیدن به ایده‌آل بدن منحنی‌تر هستند، محبوبیت پیدا کرده است.

## موهای بدن و صورت
موهای بدن و صورت در بسیاری از فرهنگ‌ها مدت‌هاست که به عنوان ویژگی‌های مردانه شناخته شده و در زنان ناپسند تلقی می‌شود. به همین دلیل، بسیاری از زنان تحت فشار قرار می‌گیرند تا موهای بدن خود را از روی پاها و بازوها بردارند، در حالی که کسانی که این کار را انجام نمی‌دهند، اغلب مورد نقد و بررسی قرار می‌گیرند. این استاندارد برای مردان وجود ندارد، و اگرچه اصلاح بدن مردانه (manscaping) از اوایل قرن ۲۰ وجود داشته است، اما هیچ‌گاه در جهان غرب محبوبیت نداشته است.

## رسانه

### تبلیغات

ایده‌آل زیبایی دهه ۱۹۸۰ همچنان لاغری بود، اما بدون اینکه بدن بیش از حد عضلانی باشد؛ به همین دلیل، ورزش‌های هوازی محبوب شد. این دهه همچنین نماد مدهای افراطی و پر زرق و برق بود.

مدل‌ها اغلب با معرفی محصولات مختلف و نمایش بخش‌های بی‌عیب بدن خود، استانداردی از زیبایی را برای مخاطبان تعیین می‌کنند. محصولات صورت هایپر-تجارتی مانند "Fair and Handsome" و "Fair and Lovely" تا مدت‌ها در جامعه جنوب آسیا محبوب بودند. برای زنان، محصولاتی مانند Glow & Lovely نه تنها به عنوان نشانه‌ای از پذیرش اجتماعی، بلکه به عنوان منبعی از قدرت احساسی عمل می‌کردند، به طوری که آن‌ها را "شاد و با اعتماد به نفس" می‌ساختند. محصولات روشن‌کننده پوست چند میلیارد دلاری در سراسر جهان گسترش یافته‌اند، که تا حدی به دلیل رنگ‌پریشی است، زیرا میلیون‌ها نفر از افراد رنگین‌پوست، بیشتر زنان، محصولات روشن‌کننده پوست را خریداری و استفاده می‌کنند. این محصولات روشن‌کننده پوست که به عنوان محصولات سفیدکننده پوست نیز شناخته می‌شوند، شامل کرم‌ها، ژل‌ها و لوسیون‌هایی هستند که مستقیماً روی پوست اعمال می‌شوند. عواملی که موجب استفاده از محصولات روشن‌کننده پوست می‌شوند شامل طرد شدن و فشار از سوی والدین اصلی و سوءتفاهم در مورد چگونگی تأثیر رنگ پوست روشن‌تر بر جذابیت، قابلیت ازدواج، وضعیت اجتماعی، عزت نفس یا احترامی است که از دیگران دریافت می‌شود. بر اساس تخمین‌ها، اندازه بازار کرم‌ها و لوسیون‌های «روشنی پوست» در هند حدود ۴۵۰ میلیون دلار آمریکا است. نرخ رشد این محصولات هر ساله ۱۵ تا ۲۰ درصد گزارش شده است.
تمایل به پوست روشن شباهت‌هایی با ترجیح برای پوست روشن در مردان جنوب آسیا ایجاد کرده است. به عنوان مثال، محصولات سفید کردن پوست به عنوان نشانگر نرینگی شناخته شده‌اند و به عنوان استاندارد زیبایی مطلوب برای مردان در غرب نپال در نظر گرفته می‌شوند.

### رسانه‌های گروهی
رسانه‌های گروهی یکی از قدرتمندترین ابزارها برای آموزش و درک ایده‌آل‌های زیبایی زنانه برای دختران و زنان جوان است. همان‌طور که رسانه‌های گروهی توسعه می‌یابند، نحوهٔ دید مردم نسبت به ایده‌آل‌های زیبایی زنانه تغییر می‌کند و همچنین نحوهٔ دید زنان نسبت به خودشان نیز تغییر می‌کند. "دختران نوجوان به طور متوسط روزانه حدود ۱۸۰ دقیقه در معرض رسانه‌ها قرار دارند و تنها حدود ۱۰ دقیقه تعامل با والدین دارند، " می‌گوید رنی هابز، دکتری، استاد ارتباطات در دانشگاه تمپل. در بیشتر تبلیغات، مدل‌های زن به‌طور معمول ظاهری یکسان دارند. «دختران امروز نه تنها از طریق عروسک‌ها بلکه از طریق کمیک‌ها، کارتون‌ها، تلویزیون و تبلیغات، همراه با تمام لوازم جانبی مربوط به آن‌ها، توسط ایده‌آل‌های فوق‌العاده لاغر غرق شده‌اند.»: ۲۹۰  علاوه بر این، ایده‌آل زیبایی زنانه در رسانه‌های جمعی توسط تکنولوژی دستکاری می‌شود. تصاویر زنان می‌توانند به‌طور مجازی دستکاری شوند و ایده‌آلی ایجاد کنند که نه تنها نادر است بلکه اصلاً وجود ندارد. «دانشنامه جنسیت در رسانه‌ها» بیان می‌کند که «تکنیک‌های پس از تولید مانند ایر براشینگ و اصلاحات کامپیوتری، افسانه زیبایی را با حذف هرگونه نقص یا عیب باقی‌مانده که به چشم می‌آید، کامل می‌کنند.» تبلیغات برای محصولاتی «مانند رژیم‌های غذایی، لوازم آرایشی و تجهیزات ورزشی [کمک می‌کند] که رسانه‌ها دنیای رؤیایی از امیدها و استانداردهای بالا ایجاد کنند که در آن لاغری و کاهش وزن به شکوه کشیده می‌شود.»
با تمرکز بر ایده‌آل‌های ظاهری بدنی، ایده‌آل زیبایی زنانه توجه را از شایستگی‌های زنان منحرف می‌کند، زیرا ویژگی‌های سطحی مرتبط با زیبایی و ظاهر را اولویت می‌دهد و ارزیابی می‌کند. هنگامی که زیبایی ظاهری ایده‌آل می‌شود و در رسانه‌ها برجسته می‌شود، زنان به اشیای جنسی‌شده کاهش می‌یابند. این پیام را در رسانه‌های جمعی ایجاد می‌کند که بدن فرد بدون جذابیت جنسی کافی ناکافی است و مفاهیم زیبایی و جنسیت را به هم متصل می‌کند.

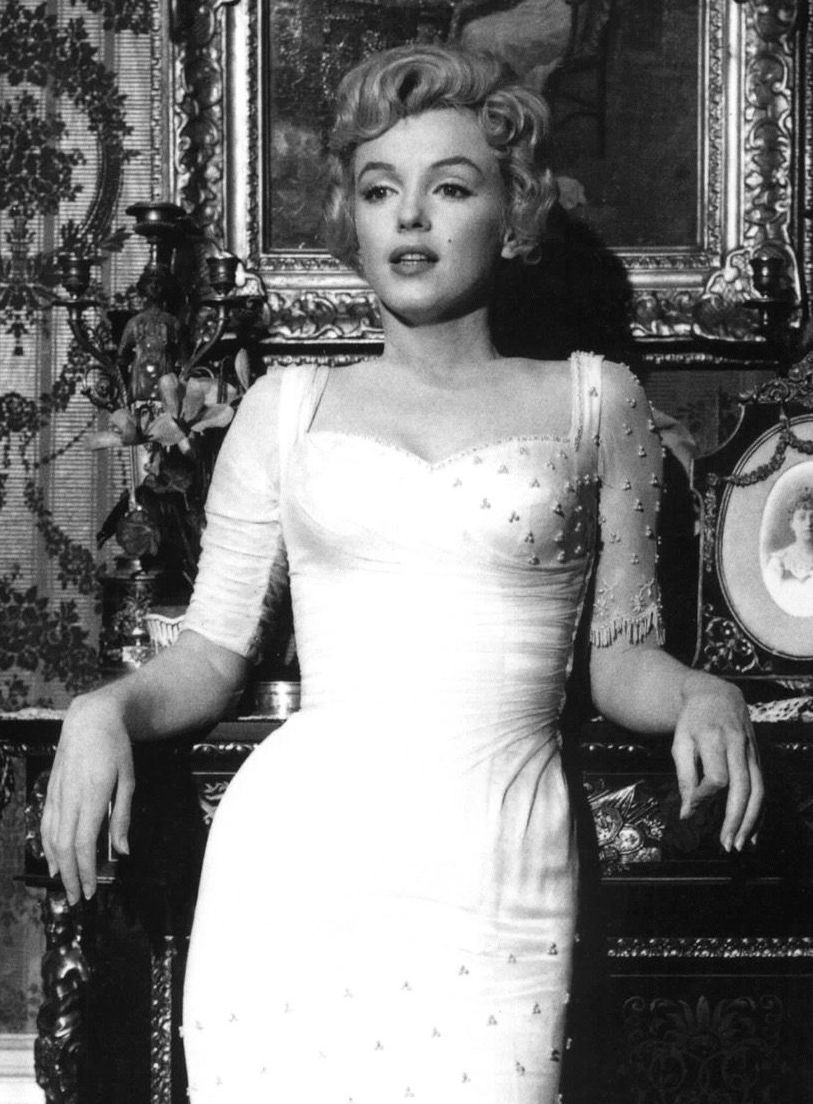
مریلین مونرو در دهه ۱۹۵۰ به عنوان ملکه منحنی‌ها شناخته می‌شد.[۷۷] تصویر او برای ترویج پیکر ساعت‌شنی استفاده شد.
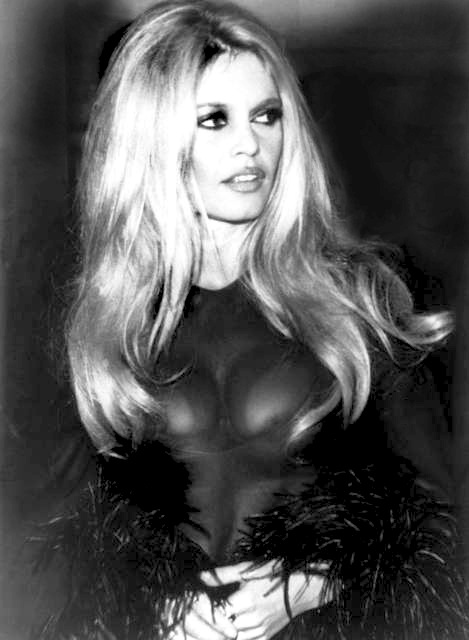
بریژیت باردو، در دهه ۱۹۶۰ نماد زیبایی طبیعی شناخته می‌شود.
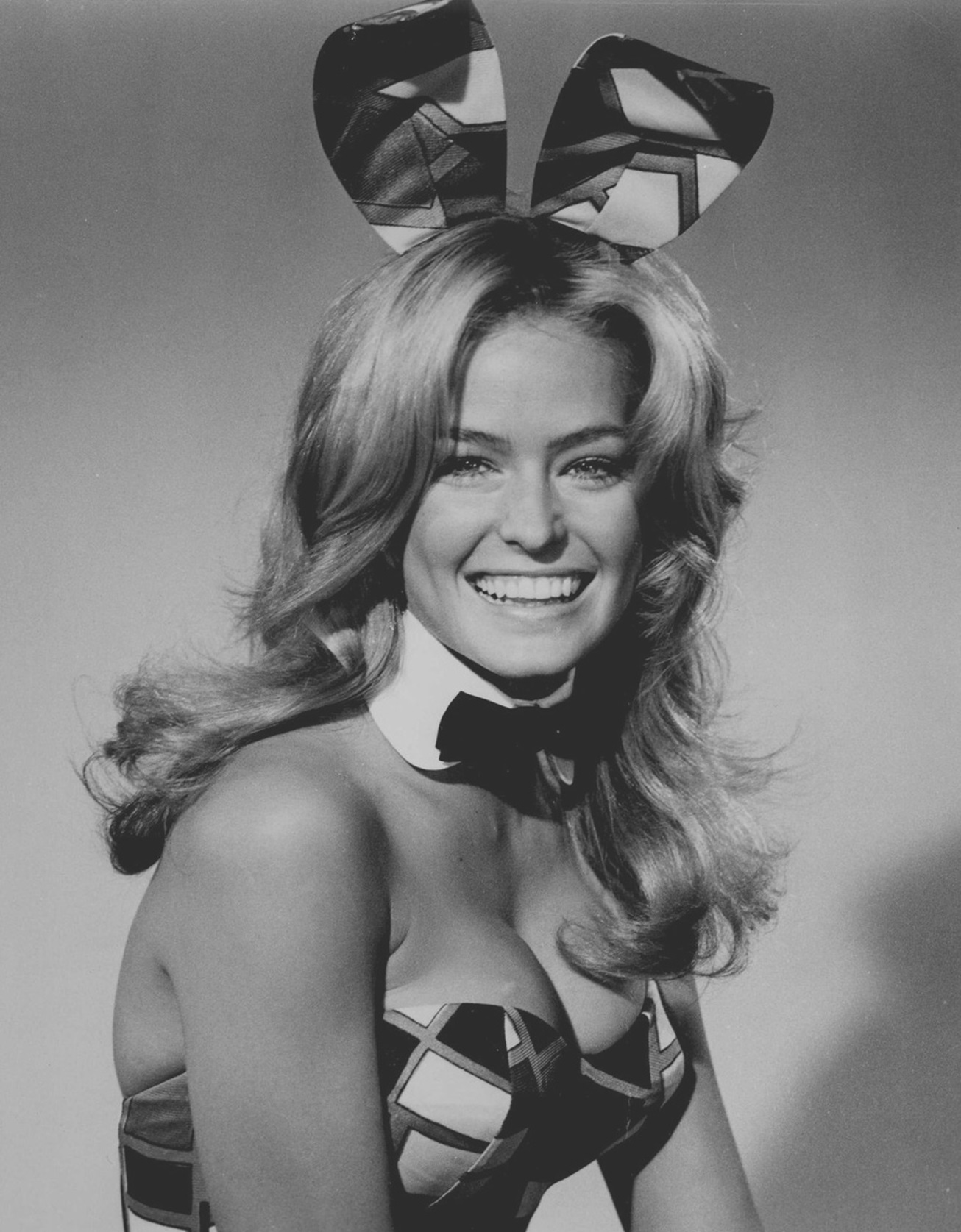
فارا فاست در دهه ۱۹۷۰ به عنوان یک نماد زیبایی شناخته می‌شد.از دهه ۱۹۶۰ تا دهه ۱۹۸۰، زنان سعی داشتند لاغر به نظر برسند. پوست برنزه نیز محبوب شد.

### داستان پریان
ایده‌آل زیبایی زنانه در بسیاری از قصه‌های پریان کودکان به تصویر کشیده شده است. در قصه‌های پریان برادران گریم معمول است که جذابیت فیزیکی در شخصیت‌های زنانه پاداش داده شود. در این قصه‌ها، «زیبایی اغلب با سفید بودن، برخورداری از امتیازات اقتصادی، و فضیلت مرتبط است»، طبق گفته‌های لوری بیکر-اسپری و لیز گراورهلز.
در قصه‌های پریان برادران گریم معمولاً یک قهرمان زیبا وجود دارد. در داستان سفیدبرفی، شخصیت اصلی سفیدبرفی با توصیف «پوستی سفید مانند برف، لب‌هایی قرمز مانند خون، و موهایی سیاه مانند چوب آبنوس» و به عنوان «زیبا مانند نور روز» معرفی می‌شود. در مقابل، هماورد (داستان) در داستان‌های برادران گریم معمولاً به عنوان شخصی پیر و از نظر ظاهری ناخوشایند توصیف می‌شود که زیبایی را با جوانی و خوبی و زشتی را با پیری و شرارت مرتبط می‌کند. در نهایت، این ارتباط تأکید بر فضیلت زیبایی را به عنوان معیاری برای تعریف خوبی و شرارت در قصه‌های برادران گریم می‌گذارد.
تقریباً ۱۰۰ سال پس از آن که برادران گریم قصه‌های پریان خود را نوشتند، استودیو انیمیشن والت دیزنی این داستان‌ها را به فیلم‌های انیمیشنی بلند تبدیل کرد. ویژگی‌های مشترک دیگر شخصیت‌های زن دیزنی شامل بدن‌های لاغر با تناسبات بدنی غیرممکن، موهای بلند و روان، و چشمان بزرگ و گرد است. فیلم‌های انیمیشن پرنسس دیزنی زیبایی را با ویژگی‌های خوب شخصیت‌ها مرتبط می‌سازند. یک مطالعه در سال ۲۰۱۹ نشان می‌دهد که قهرمانان دیزنی دارای کمرهایی بسیار کوچک هستند که تقریباً دستیابی به آنها به‌طور طبیعی غیرممکن است.

### مد و عروسک‌های متمرکز بر زیبایی
وقتی دختران جوان با عروسک‌های متمرکز بر مد و زیبایی بازی می‌کنند، شروع به ایده‌آل‌سازی استانداردهای زیبایی می‌کنند و آنچه را که در عروسک «زیبا» می‌یابند، با ویژگی‌هایی که احساس می‌کنند باید حفظ کنند، مرتبط می‌سازند. دخترانی که با عروسک‌های باربی لاغر بازی کرده‌اند، گزارش داده‌اند که تصویر بدنی پایین‌تری دارند و تمایل بیشتری به لاغرتر شدن نسبت به دخترانی که با عروسک‌های منحنی‌تر یا بدون عروسک بازی کرده‌اند، داشته‌اند.

## نگارخانه

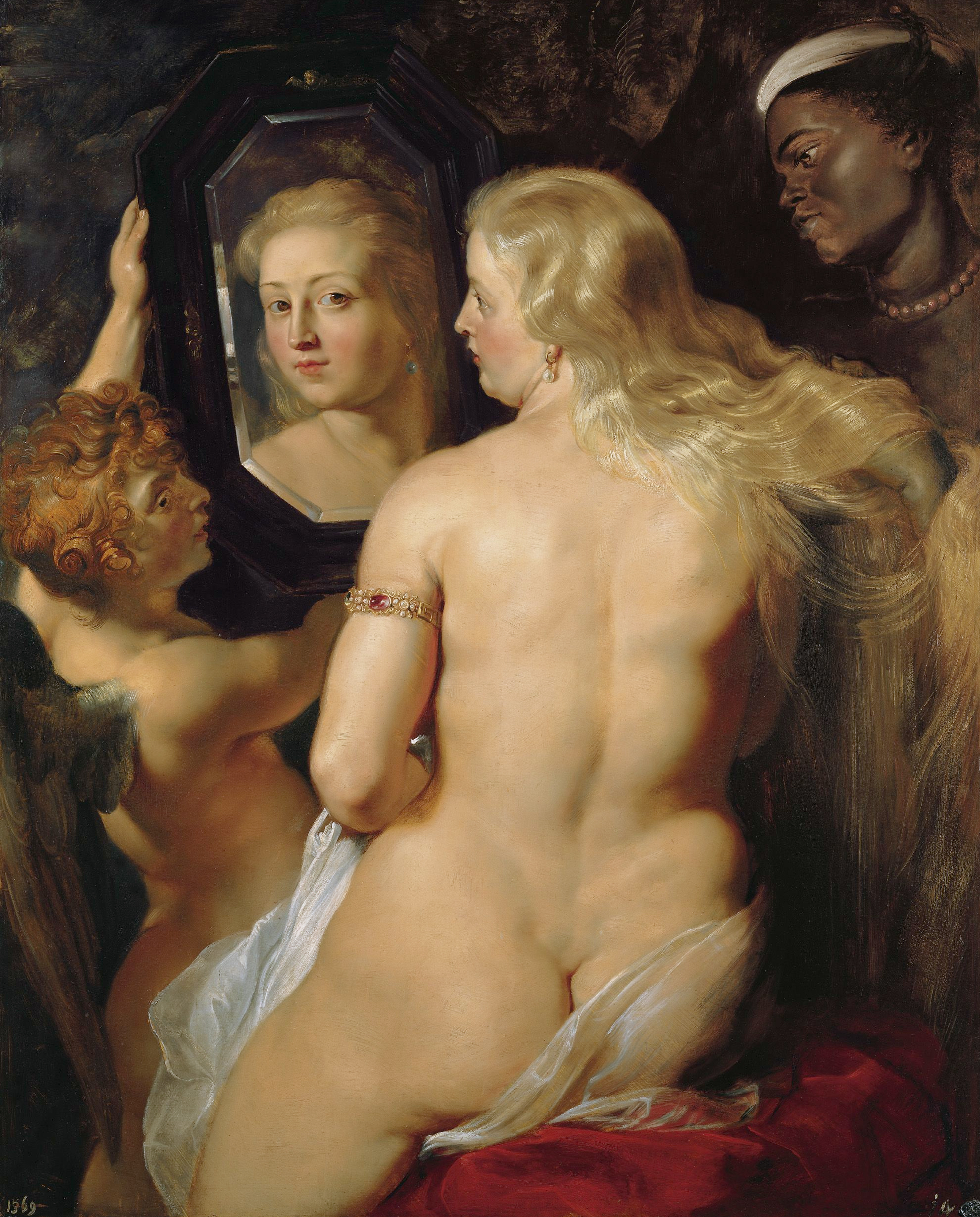
ونوس در آینه، پیتر پل روبنس،  ۱۶۱۵. در قرن هفدهم، بدن‌های پُرتر ایده‌آل بودند.
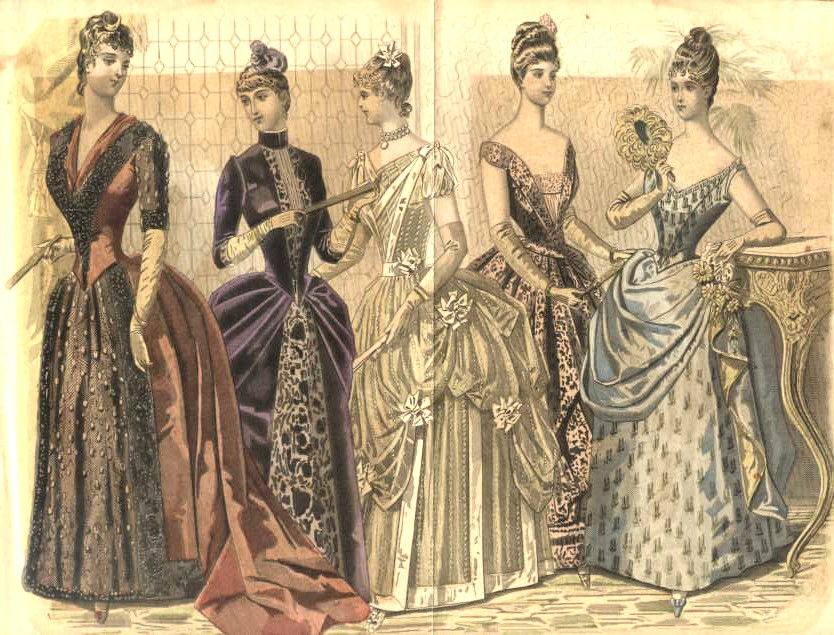
زنان دوره ویکتوریا به شدت به بدن خود آگاه بودند. آنها از کرست برای کاهش سایز کمر خود و از باسل (پوشاک) برای بزرگ‌تر کردن باسن خود استفاده می‌کردند.
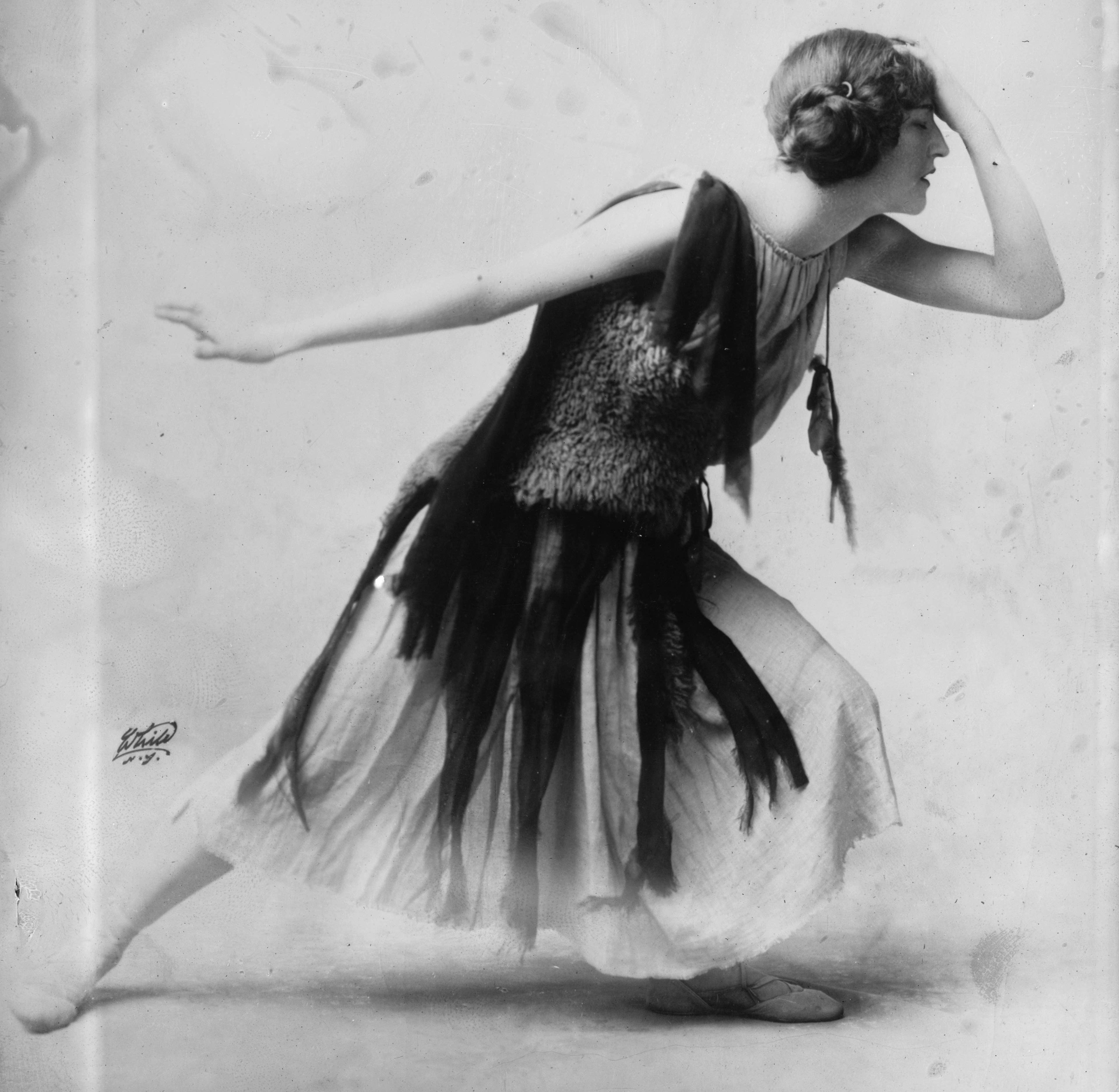
در دهه ۱۹۲۰، زنان سعی داشتند منحنی‌های بدن خود را پنهان کنند، موهای خود را باب می‌زدند و از آرایش جسورانه استفاده می‌کردند.[۷۸] ایده‌آل زنانه دیگر «لاغر و بیمار» نبود، مانند دوران ویکتوریا، بنابراین زنان شروع به رقصیدن و ورزش کردن کردند.